# Maor Melikson
Maor Melikson (in ebraico מאור מליקסון‎?; Yavne, 30 ottobre 1984) è un ex calciatore israeliano, di ruolo centrocampista.

## Biografia
Sua madre è nata a Legnica ma si è spostata in Israele per far nascere il figlio li, per questo il giocatore ha la cittadinanza polacca.

## Carriera

### Club
Gioca l'ultima partita nel Maccabi Haifa il 22 agosto 2006 nel pareggio casalingo per 1-1 contro il Liverpool in Champions League, subentrando al 71' a Anderson Conceição Xavier.
Segna l'ultimo gol nell'Hapoel Be'er Sheva il 1º gennaio 2011 nella vittoria casalinga per 2-1 contro il Maccabi Petah Tiqwa. Gioca l'ultima partita nell'Hapoel Be'er Sheva il 22 gennaio 2011 nella sconfitta casalinga per 1-2 contro il Beitar Jerusalem.
Il 31 gennaio 2011 Melikson firma un quadriennale per il Wisla Cracovia. Debutta con il Wisla il 25 febbraio 2011 nella vittoria fuori casa per 0-1 contro l'Arka Gdynia. Segna il primo gol con il Wisla Cracovia il 4 marzo 2011 nella vittoria casalinga per 3-1 contro il Ruch Chorzów. A fine campionato vince l'Ekstraklasa.

### Nazionale
Debutta con la nazionale il 26 maggio 2010 in un match amichevole perso per 4-1 contro l'Uruguay. Il 10 agosto 2011, alla sua seconda presenza in assoluto, Melikson sigla una doppietta nella sconfitta fuori casa per 4-3 contro la Costa d'Avorio.

## Statistiche

### Cronologia presenze e reti in Nazionale
| Cronologia completa delle presenze e delle reti in nazionale ― Israele | Cronologia completa delle presenze e delle reti in nazionale ― Israele | Cronologia completa delle presenze e delle reti in nazionale ― Israele | Cronologia completa delle presenze e delle reti in nazionale ― Israele | Cronologia completa delle presenze e delle reti in nazionale ― Israele | Cronologia completa delle presenze e delle reti in nazionale ― Israele | Cronologia completa delle presenze e delle reti in nazionale ― Israele | Cronologia completa delle presenze e delle reti in nazionale ― Israele |
| Data                                                                   | Città                                                                  | In casa                                                                | Risultato                                                              | Ospiti                                                                 | Competizione                                                           | Reti                                                                   | Note                                                                   |
| ---------------------------------------------------------------------- | ---------------------------------------------------------------------- | ---------------------------------------------------------------------- | ---------------------------------------------------------------------- | ---------------------------------------------------------------------- | ---------------------------------------------------------------------- | ---------------------------------------------------------------------- | ---------------------------------------------------------------------- |
| 26-5-2010                                                              | Montevideo                                                             | Uruguay                                                                | 4 – 1                                                                  | Israele                                                                | Amichevole                                                             | -                                                                      | 60’                                                                    |
| 10-8-2011                                                              | Ginevra                                                                | Costa d'Avorio                                                         | 4 – 3                                                                  | Israele                                                                | Amichevole                                                             | 2                                                                      | 52’                                                                    |
| 29-2-2012                                                              | Colombes                                                               | Israele                                                                | 2 – 3                                                                  | Ucraina                                                                | Amichevole                                                             | -                                                                      |                                                                        |
| 26-5-2012                                                              | Graz                                                                   | Rep. Ceca                                                              | 2 – 1                                                                  | Israele                                                                | Amichevole                                                             | -                                                                      | 78’                                                                    |
| 31-5-2012                                                              | Lipsia                                                                 | Germania                                                               | 2 – 0                                                                  | Israele                                                                | Amichevole                                                             | -                                                                      | 46’                                                                    |
| 15-8-2012                                                              | Budapest                                                               | Ungheria                                                               | 1 – 1                                                                  | Israele                                                                | Amichevole                                                             | -                                                                      | 88’                                                                    |
| 7-9-2012                                                               | Baku                                                                   | Azerbaigian                                                            | 1 – 1                                                                  | Israele                                                                | Qual. Mondiali 2014                                                    | -                                                                      | 71’                                                                    |
| 12-10-2012                                                             | Lussemburgo                                                            | Lussemburgo                                                            | 0 – 6                                                                  | Israele                                                                | Qual. Mondiali 2014                                                    | 1                                                                      |                                                                        |
| 16-10-2012                                                             | Ramat Gan                                                              | Israele                                                                | 3 – 0                                                                  | Lussemburgo                                                            | Qual. Mondiali 2014                                                    | -                                                                      | 81’                                                                    |
| 6-2-2013                                                               | Netanya                                                                | Israele                                                                | 2 – 1                                                                  | Finlandia                                                              | Amichevole                                                             | -                                                                      | 72’                                                                    |
| 22-3-2013                                                              | Ramat Gan                                                              | Israele                                                                | 3 – 3                                                                  | Portogallo                                                             | Qual. Mondiali 2014                                                    | -                                                                      | 58’ 73’                                                                |
| 26-3-2013                                                              | Belfast                                                                | Irlanda del Nord                                                       | 0 – 2                                                                  | Israele                                                                | Qual. Mondiali 2014                                                    | -                                                                      | 69’                                                                    |
| 2-6-2013                                                               | New York                                                               | Honduras                                                               | 0 – 2                                                                  | Israele                                                                | Amichevole                                                             | -                                                                      | 63’                                                                    |
| 14-8-2013                                                              | Kiev                                                                   | Ucraina                                                                | 2 – 0                                                                  | Israele                                                                | Amichevole                                                             | -                                                                      | 46’                                                                    |
| 7-9-2013                                                               | Ramat Gan                                                              | Israele                                                                | 1 – 1                                                                  | Azerbaigian                                                            | Qual. Mondiali 2014                                                    | -                                                                      |                                                                        |
| 10-9-2013                                                              | San Pietroburgo                                                        | Russia                                                                 | 3 – 1                                                                  | Israele                                                                | Qual. Mondiali 2014                                                    | -                                                                      | 46’                                                                    |
| 15-10-2013                                                             | Ramat Gan                                                              | Israele                                                                | 1 – 1                                                                  | Irlanda del Nord                                                       | Qual. Mondiali 2014                                                    | -                                                                      |                                                                        |
| 5-3-2014                                                               | Netanya                                                                | Israele                                                                | 1 – 3                                                                  | Slovacchia                                                             | Amichevole                                                             | -                                                                      | 57’ 75’                                                                |
| 3-9-2015                                                               | Haifa                                                                  | Israele                                                                | 4 – 0                                                                  | Andorra                                                                | Qual. Euro 2016                                                        | -                                                                      | 46’                                                                    |
| 10-10-2015                                                             | Gerusalemme                                                            | Israele                                                                | 1 – 2                                                                  | Cipro                                                                  | Qual. Euro 2016                                                        | -                                                                      | 71’                                                                    |
| 31-5-2016                                                              | Novi Sad                                                               | Serbia                                                                 | 3 – 1                                                                  | Israele                                                                | Amichevole                                                             | -                                                                      | 60’                                                                    |
| 2-9-2017                                                               | Haifa                                                                  | Israele                                                                | 0 – 1                                                                  | Macedonia                                                              | Qual. Mondiali 2018                                                    | -                                                                      |                                                                        |
| 5-9-2017                                                               | Reggio Emilia                                                          | Italia                                                                 | 1 – 0                                                                  | Israele                                                                | Qual. Mondiali 2018                                                    | -                                                                      | 62’                                                                    |
| 6-10-2017                                                              | Vaduz                                                                  | Liechtenstein                                                          | 0 – 1                                                                  | Israele                                                                | Qual. Mondiali 2018                                                    | -                                                                      | 78’                                                                    |
| 9-10-2017                                                              | Gerusalemme                                                            | Israele                                                                | 0 – 1                                                                  | Spagna                                                                 | Qual. Mondiali 2018                                                    | -                                                                      | 55’                                                                    |
| 24-3-2018                                                              | Netanya                                                                | Israele                                                                | 1 – 2                                                                  | Romania                                                                | Amichevole                                                             | -                                                                      | 46’                                                                    |
| Totale                                                                 |                                                                        | Presenze                                                               | 26                                                                     |                                                                        | Reti                                                                   | 3                                                                      |                                                                        |

## Palmarès

### Club

#### Competizioni nazionali
- Campionato polacco: 1

Wisla Cracovia: 2010-2011
- Coppa Toto: 1

Hapoel Be'er Sheva: 2008-2009
- Campionato israeliano: 3

Hapoel Be'er Sheva: 2015-2016, 2016-2017, 2017-2018
- Supercoppa d'Israele: 2

Hapoel Be'er Sheva: 2016, 2017
- Coppa di Lega israeliana: 1

Hapoel Be'er Sheva: 2016-2017